# Heřmanice u Frýdlantu
Heřmanice (deutsch Hermsdorf) ist eine Gemeinde im Norden der Tschechischen Republik. Sie liegt an der tschechisch-polnischen Grenze, circa sechs km südwestlich von Frýdlant (Friedland) und 12 km östlich von Zittau (Sachsen). Die Gemeinde gehört zum Liberecký kraj und zum Okres Liberec.

## Geschichte

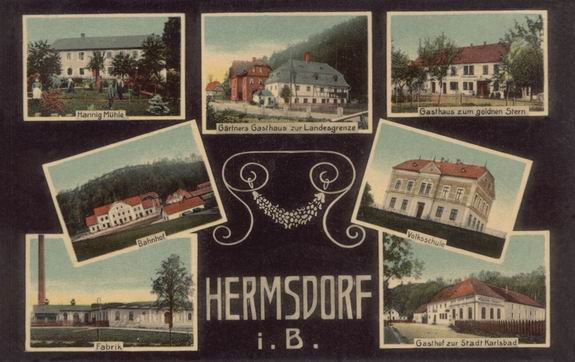
Historische Postkarte

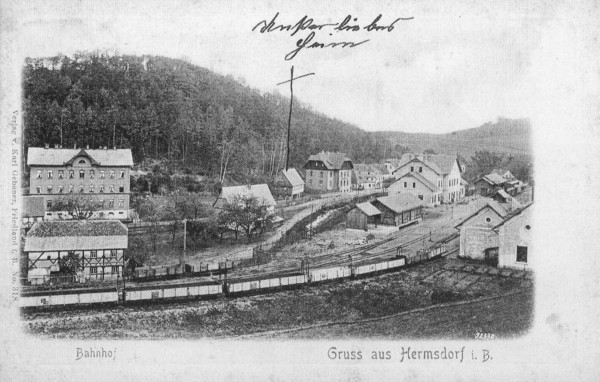
Bahnhof Hermsdorf (um 1900)

Im Jahr 1716 wurde in Leipzig die Analecta factorum Zitaviensium (Chronik von Zittau) gedruckt. Darin erschien unter anderem die Erwähnung des Ortes Hermannsdorff in der Umgebung Friedlands. Laut der Beschreibung wurde das heutige Hermsdorf im Jahre 1375 gegründet. Diese Information wurde jedoch nur unzureichend bestätigt.
Aus anderen Aufzeichnungen geht hervor, dass der Ort bereits im 13. Jahrhundert gegründet worden sein muss. Der Ort gehörte ab der Mitte des 19. Jahrhunderts zum Gerichtsbezirk Friedland bzw. zum Bezirk Friedland. 
Beim Zensus von 1921 lebten in den 119 Häusern des Dorfes 634 Personen, darunter 524 Deutsche und 25 Tschechen. Nach dem Münchner Abkommen wurde der Ort dem Deutschen Reich zugeschlagen und gehörte bis 1945 zum Landkreis Friedland.
Bis 1945 bestand die Bevölkerung größtenteils aus Deutschböhmen, die nach dem Zweiten Weltkrieg vertrieben wurden.
Im Jahre 1900 wurde Hermsdorf an die neu gebaute Schmalspurbahn Frýdlant–Heřmanice angeschlossen. Diese war mit 750 mm Spurweite die einzige ihrer Art in Österreich-Ungarn. Nach der Stilllegung 1984 wurden die Gleise der Strecke 1997 abgebaut. Das verlassene Bahnhofsgebäude an der Grenze zu Polen steht noch heute.
Am 7. August 2010 ereigneten sich schwere Regenfälle im Dreiländereck Deutschland-Polen-Tschechien. Große Schäden entstanden unter anderem auch in Heřmanice, wo durch das reißende Wasser des Erlichtbaches (tschech. Oleška) mehrere Häuser zerstört wurden.

## Gemeindegliederung
Für die Gemeinde Heřmanice sind keine Ortsteile ausgewiesen. Grundsiedlungseinheiten sind Heřmanice (Hermsdorf), Kristiánov (Christiansau) und Vysoký (Hohenwald).
Das Gemeindegebiet gliedert sich in die Katastralbezirke Heřmanice u Frýdlantu und Kristiánov.
Kristiánov mit Vysoký war früher eine selbständige Gemeinde. Von 1952 bis 1958 bildeten die Orte eine gemeindeähnliche Verwaltungseinheit. Diese wurde acht Jahre später aufgelöst, wodurch die Ortsteile an Dětřichov fielen. Ab 1986 gehörten Heřmanice, Kristiánov und Vysoký zu Frýdlant. In den frühen 1990er Jahren wurde die Gemeinde Heřmanice gegründet.

## Sehenswürdigkeiten

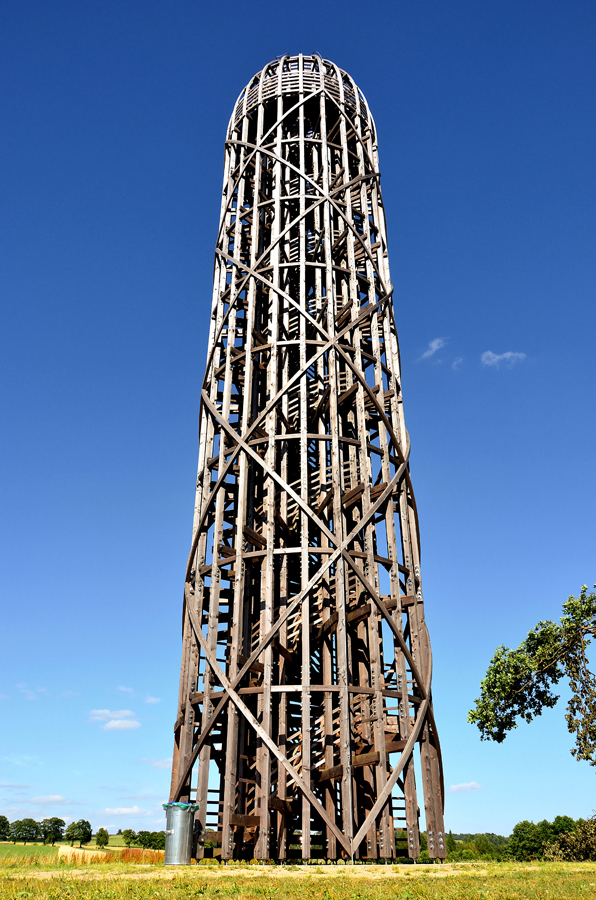
Aussichtsturm von 2012

Der Felsen Kodešova skála wurde am 1. Februar 1997 zum Naturdenkmal erklärt. An den Felswänden der Formation sind die Schichten des Basaltgesteins gut erkennbar. Benannt wurde das Gebilde nach Otakar Kodeš (auch Kodesch), einem Lehrer an der tschechischen Schule in Friedland, der im September 1938 in der Nähe des Basaltsteinbruchs im unteren Teil des Dorfes von einem Sudetendeutschen erschossen wurde. Das Gebiet des Naturdenkmals umfasst 0,11 ha.